# Eugen Felix
Eugen Felix (* 27. April 1836 oder 1837 in Proßnitz (Mähren) als Veith Ehrenstamm; † 21. August 1906 in Wien) war ein österreichischer Maler. Er hieß nach seinem 1827 in Proßnitz verstorbenen Großvater, dem Fabrikanten Veith Ehrenstamm.

## Leben
Eugen Felix war um 1852 Schüler Ferdinand Georg Waldmüllers sowie vor 1859 von Carl Rahl. Um 1859 wurde er dann in Paris im Atelier von Léon Cogniet weiter künstlerisch ausgebildet. 1865 kehrte Felix, nachdem er eine größere Reise durch Europa gemacht hatte, wieder nach Wien zurück. Ab 1866 nahm er dort regelmäßig an Kunstausstellungen teil. Später wurde er Mitglied der Wiener Künstlerhaus-Genossenschaft, deren Präsident er in den Jahren 1874–1876, 1888–1890 und 1896–1898 war. Zeitweilig übte er auch die Tätigkeit des Bibliothekars des Wiener Künstlerhauses aus.
Anfangs richtete er sein Hauptaugenmerk auf die Kirchenmalerei sowie das Genrebild. Werke aus dieser Zeit waren beispielsweise Der erste Freund im Belvedere zu Wien, Das Maleratelier, Die kleinen Gratulanten, Der Falkenier (Der Falkner). Später wandte er sich der mythologischen Malerei (Die Bacchantinnen) und dem Bildnis zu, das er, unterstützt durch ein gefälliges Kolorit und eine elegante Formengebung, mit besonderem Glück bei der Aristokratie und der hohen Finanzwelt kultiviert.

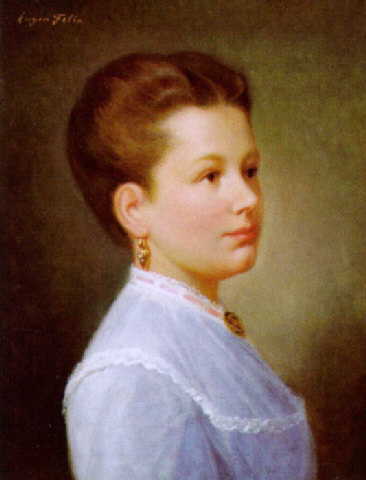
Bildnis einer jungen Dame (1868)

## Werke (Auswahl)
- Un enfant abandonné, Öl/Lw, Verbleib unbekannt (Salon 1859, Nr. 1047)